# 丽水路 (杭州)
丽水路是杭州市拱墅区和临平区的一条道路，分为丽水路及丽水北路两段，两线以石祥路为界。道路紧邻大运河东岸，串起京杭大运河沿途景观带。

## 丽水路
丽水路位于拱墅区，全长4.4公里。拱宸桥附近的道路曾是地面道路，而在旧城改造时将其改为地下。

### 相交道路
- 东：霞湾巷、西：大兜路
- 小兜弄
- 香积寺路
- 仁和仓街
- 沙河弄
- 玉兔路
- 大关路
- 远见街
- 大浒街
- 锦鸿街
- 宁波路
- 新昌路
- 温州路
- 湖州街（西行辅路）
- 定海街
- 永庆路
- 石祥路

↓北接丽水北路

## 丽水北路
丽水北路位于拱墅区和临平区，全长5.9公里。本路设有两条隧道，分别为丽水北路隧道和运穗隧道。前者长约1公里，同时是省内首条双层隧道，地下一层隧道与运河湾区块内的地下空间连通，地下二层隧道穿过管家漾，将管家漾南北两侧的道路打通，双向4车道，限速50公里/小时。后者长537米，宽21米，双向4车道，跨杭钢河的杭钢河桥为波浪形推进造型的慢行桥，为“空间三曲钢箱梁桥”，属于国内首次提出并应用。石祥路-谢村路段与丽水北路隧道的地下二层部分于2023年1月17日通车，谢村路-康桥路段与运穗隧道于2023年11月完工，2024年2月2日通车。

### 相交道路
↑南街丽水路
- 石祥路
- 候圣街
- 金昌路（辅路）
- 谢村路
- 平安桥路
- 朱家坝路
- 康桥路
- 蒋家桥街
- 安潭街
- 郁世门街
- 后浜街
- 龙腾街
- 崇文街
- 崇杭街
- 前村街